# I misteri di Parigi (film 1935)
I misteri di Parigi (Les Mystères de Paris) è un film del 1935, diretto da Félix Gandéra.

## Versioni cinematografiche del romanzo
- I misteri di Parigi (Les Mystères de Paris) serial, diretto da Charles Burguet (1922)
- I misteri di Parigi (Les Mystères de Paris), film diretto da Félix Gandéra (1935)
- I misteri di Parigi, film diretto da Fernando Cerchio (1957)
- I misteri di Parigi (Les Mystères de Paris), film diretto da André Hunebelle (1962)